# محمد العماري (مغني)
محمد العماري (1940 - 2019)، هو فنان مغني جزائري.
من مواليد سنة 1940 بمدينة الجزائر العاصمة بحي القصبة العتيق، بدأ مسيرته الفنية في سن مبكرة عندما غنى في الأعراس والمناسبات العائلية ولفت الانتباه إلى أدائه المميز.وعرف بأسلوبه المميز في الغناء وكذا في الظهور، حيث شكل نجومية منفردة خلال سنوات الستينيات والسبعينيات من القرن العشرين، كما كان صوته المميّز معروفا لدى غالبية الجمهور الذي حضر حفلاته أو تابعه عبر التلفزيون طوال سنوات.
فالفقيد رافق الراحل كبار نجوم الأغنية الجزائرية في سنوات مجدها، وأدى أغنيات علقت بذاكرة الجزائريين على غرار “جزائرية” و”رانا هنا”، كما مثل الجزائر في عدة مواعيد دولية وعربية.

## وفاته
توفي يوم الإثنين 15 ديسمبر 2019 بمستشفى عين النعجة العسكري عن عمر يناهز 79 سنة، حسب ما أعلنت عنه الإذاعة الوطنية.

## وصلات خارجية
- (فيديو): لقائه مع قناة النهار